# Mogrus semicanus
Mogrus semicanus là một loài nhện trong họ Salticidae.
Loài này thuộc chi Mogrus. Mogrus semicanus được Eugène Simon miêu tả năm 1910.